# Melanaphis bambusae
Melanaphis bambusae är en insektsart som först beskrevs av David Timmins Fullaway 1910. 
Melanaphis bambusae ingår i släktet Melanaphis och familjen långrörsbladlöss. Inga underarter finns listade i Catalogue of Life.

## Bildgalleri

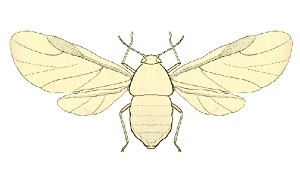